# رضالار
رضالار (به لاتین: Rzalar) یک منطقه مسکونی در جمهوری آذربایجان است که در شهرستان آق‌دام واقع شده است.